# Bartholomeusnacht

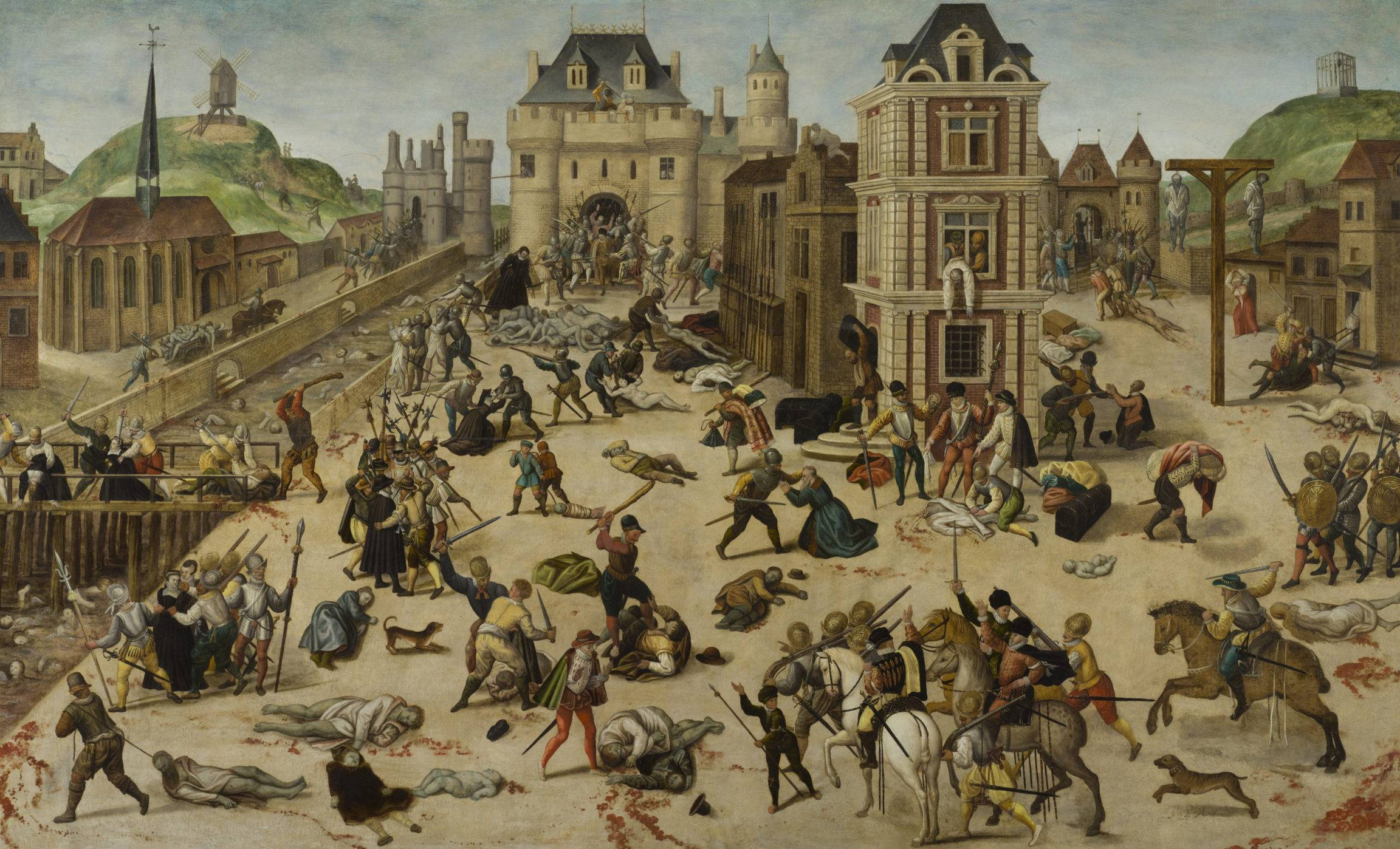
De Bartholomeusnacht van François Dubois, ca. 1572-1584 (Musée cantonal des Beaux-Arts, Lausanne)

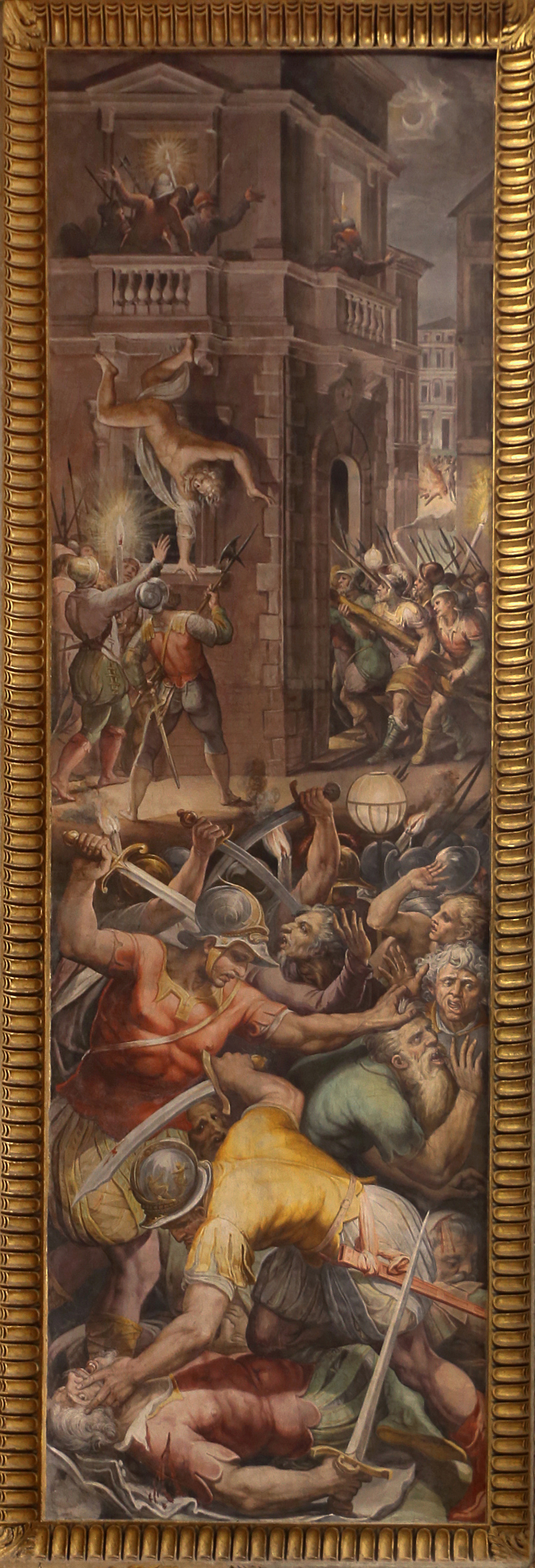
De Bartholomeusnacht door Giorgio Vasari (1572-1573)

De Bartholomeusnacht of (Parijse) bloedbruiloft was het begin van een reeks massale moordpartijen op mensen die in Frankrijk de calvinistische geloofsleer aanhingen, hugenoten genoemd. In de nacht van 23 op 24 augustus 1572 werden te Parijs enkele tientallen van de leidende hugenoten vermoord door een militie in opdracht van de katholieke invloedrijke hertog Hendrik van Guise, waarna het geweld oversloeg en drie dagen duurde. In de daaropvolgende maanden verspreidde het geweld zich als een golf over heel Frankrijk, waarbij uiteindelijk tussen de 5.000 en 30.000 hugenoten de dood zouden vinden. Mede op basis van betalingen aan Parijse grafdelvers die nog in de archieven aanwezig zijn, is de schatting verlaagd tot 2.000 à 3.000 doden in Parijs en minstens 7.000 à 8.000 in de provincies.

## Achtergrond
Na de eerste drie Hugenotenoorlogen werd de Franse hugenoten door de Vrede van Saint-Germain-en-Laye een zekere mate van tolerantie toegekend om hun geloof aan te hangen. De invloed van de hugenootse admiraal van Frankrijk, Gaspard de Coligny groeide aan het koninklijk hof. De verzoening tussen koningschap en hugenoten werd bezegeld met een gearrangeerd huwelijk. Koningmoeder Catharina de' Medici huwde op 18 augustus 1572 haar dochter Margaretha van Valois, jongere zuster van koning Karel IX, uit aan de protestantse leider Hendrik van Navarra, de latere Hendrik IV van Frankrijk. De radicale katholieken zagen het niet graag gebeuren. De hugenootse notabelen waren voor deze bruiloft naar het katholieke Parijs gereisd en de voornaamste leden bleven nadien nog in de stad om besprekingen te voeren met de koning. Op 22 augustus werd een aanslag gepleegd op admiraal Coligny. De aanslag mislukte en Coligny raakte lichtgewond, maar de gebeurtenis gaf aanleiding tot verhitte gemoederen in beide kampen.

## Bartholomeusnacht en vervolg
Radicale katholieken zagen het huwelijk als een buitenkans om met de aanwezige hugenootse notabelen af te rekenen. De katholieke clan van de Guises had het onder anderen gemunt op Coligny en zijn medestanders. Op dat moment namen de geruchten over een complot van Coligny tegen de Valois steeds groteskere proporties aan. Catharina de' Medici liet zich niet leiden door religieuze motieven, maar probeerde vooral de belangen van haar huis Valois veilig te stellen, het koningschap. Zij had zich willen verzoenen met de hugenoten, maar vanaf dat moment heeft ze zich tegen de hugenoten gekeerd. Zij en de radicaal-katholieke Hendrik I van Guise overtuigden de jonge koning Karel IX ervan dat hij de leiders van de protestantse factie moest laten executeren. Hendrik van Guise stelde zich aan het hoofd van een militie bestaande uit Zwitserse gardisten van de koning en lijfwachten van de hertog van Anjou. Zij vermoordden in de nacht van 23 op 24 augustus 1572 een twintigtal hooggeplaatste protestanten, onder wie admiraal De Coligny. Daarna brak in Parijs een lynchpartij uit waarbij protestanten in de hele stad werden opgejaagd en uitgemoord, vaak met de hulp van de stadsmilities. De daders waren over het algemeen notabele burgers die hun slachtoffers kenden. De slachting duurde enkele dagen. Sommige bronnen geven aan dat Karel IX, geschrokken van de escalatie, nog geprobeerd heeft de excessen een halt toe te roepen, maar dat dit niet meer mocht baten. In Parijs werden volgens moderne schattingen 3.000 hugenoten vermoord, oudere schattingen komen op veel hogere aantallen.
De golf van geweld verspreidde zich tijdens de volgende maanden doorheen heel Frankrijk. Zoals in 1566 nieuws van de Beeldenstorm als katalysator had gefungeerd om geweld te verspreiden door de Nederlanden, gebeurde dat nu in Frankrijk. Slachtingen werden aangericht in La Charité, Meaux, Bourges, Saumur, Angers, Lyon, Troyes, Rouen, Bordeaux, Toulouse en Gaillac. Er is gesteld dat dit op gang werd gebracht door katholieken die (verkeerdelijk) meenden in opdracht van de koning te handelen. In totaal vonden er naar een moderne schatting op basis van archiefstukken nog eens 7.000 hugenoten de dood. De daders genoten straffeloosheid en maakten in veel gevallen een mooie carrière.

## Reactie Rooms-Katholieke Kerk
Na afloop van de Bartholomeusnacht beval paus Gregorius XIII het Te Deum te zingen en een triomfpenning te slaan. De schilder Giorgio Vasari kreeg de opdracht om drie wandschilderingen te maken in het Pauselijk Paleis, in de Sala Regia, als eerbewijs voor de gebeurtenissen in Parijs. Op 11 september 1572 werd op instigatie van de paus een speciale hoogmis gehouden ter herdenking van de overwinning bij Lepanto en de gebeurtenissen in Parijs.
De pauselijke reactie op de Bartholomeusnacht heeft binnen de geschiedenis van de katholieke kerk altijd als controversieel gegolden, gezien de impliciete goedkeuring voor de slachtpartij die eruit afgeleid zou kunnen worden. De latere officiële lezing vanuit de kerkelijke leiding was, dat er geen voorkennis was van de slachting en de succesvolle onderdrukking van een moordcomplot op de koning de enige melding van belang was, waarvoor de paus zijn dank had willen uitdrukken.

## Impact in de Nederlanden
In de opstandige Nederlanden werd het nieuws uit Parijs met grote aandacht gevolgd. Landvoogd Alva gebruikte het om de bezetters van Bergen te demoraliseren, want ze hadden hun hoop gesteld op De Coligny en zijn troepen. Lodewijk van Nassau hield het nog drie weken vol en gaf de stad toen over. De vrees dat de Spanjaarden een zelfde soort slachting zouden aanrichten in de Nederlanden was acuut, maar werd niet bewaarheid.
In een volgende fase lieten de protestanten pamfletten drukken over de gebeurtenis, zoals het Treurliet van Jaspar van Chatillon. De Bartholomeusnacht was een referentiepunt dat werd ingezet als waarschuwing tegen katholieke onbetrouwbaarheid en als argument tegen vredesbesprekingen. Ook in de zeventiende eeuw bleef de gebeurtenis in het collectieve geheugen en gingen er verhalen rond over een dodental van meerdere tienduizenden.

## Nasleep
Hendrik van Navarra bekeerde zich noodgedwongen tot het rooms-katholicisme en werd gevangene aan het hof, maar keerde, nadat hij in 1576 was ontsnapt, tot het calvinisme terug. Opnieuw brak een binnenlandse godsdienstoorlog uit die deel uitmaakte van de tientallen jaren durende reeks Hugenotenoorlogen.
In 1598 vaardigde Hendrik van Navarra, die intussen al bijna negen jaar Frankrijk regeerde als Hendrik IV, waarvoor hij echter wel weer katholiek geworden was, het Edict van Nantes uit. Dit verleende de hugenoten het recht op vrije godsdienstuitoefening en maakte een einde aan ruim dertig jaar burgeroorlog. Aan het einde van deze burgeroorlog was het aantal protestanten van 30% tot 10% gedaald. Na het neerslaan van nieuwe Hugenotenopstanden vanaf 1621 ontnam kardinaal de Richelieu als de eerste minister van koning Lodewijk XIII de hugenoten in 1629 weer een deel van hun rechten. Het Edict van Nantes werd in 1685 met het Edict van Fontainebleau afgeschaft door koning Lodewijk XIV.

## Historische fictie
- Kate Mosse, Stad van tranen, 2020. ISBN 9789022583760 (orig. Engels: The City of Tears, 2020)

- Biblioteca Nacional de España: XX558468
- Bibliothèque nationale de France: cb11996095p (data)
- Gemeinsame Normdatei: 4137666-3
- Library of Congress Control Number: sh85127159
- Nationale Bibliotheek van Tsjechië: ph214664
- Nationale Bibliotheek van Israël: 987007531748005171